# Sint-Jozefklooster (Schijndel)

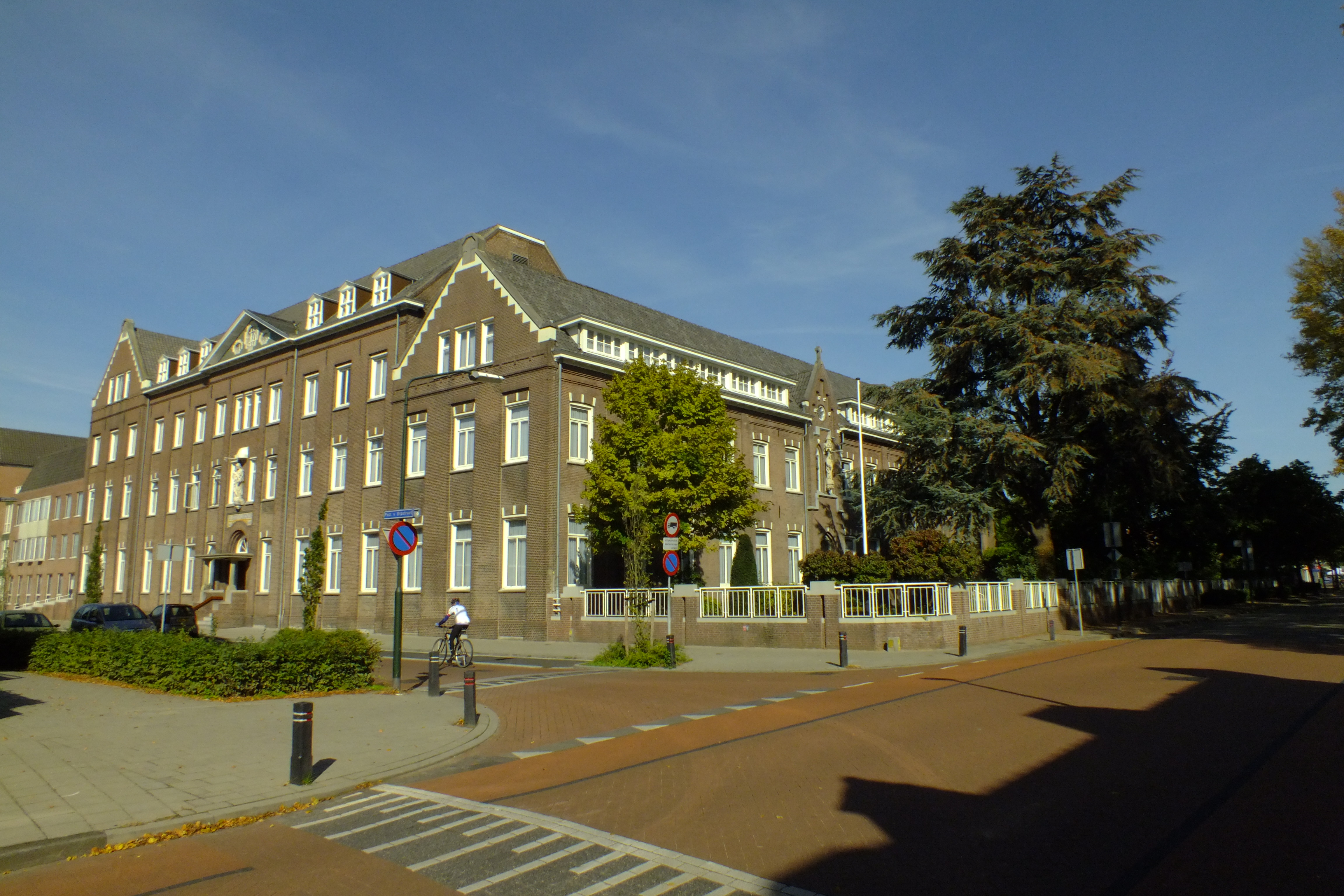
Sint-Jozefklooster

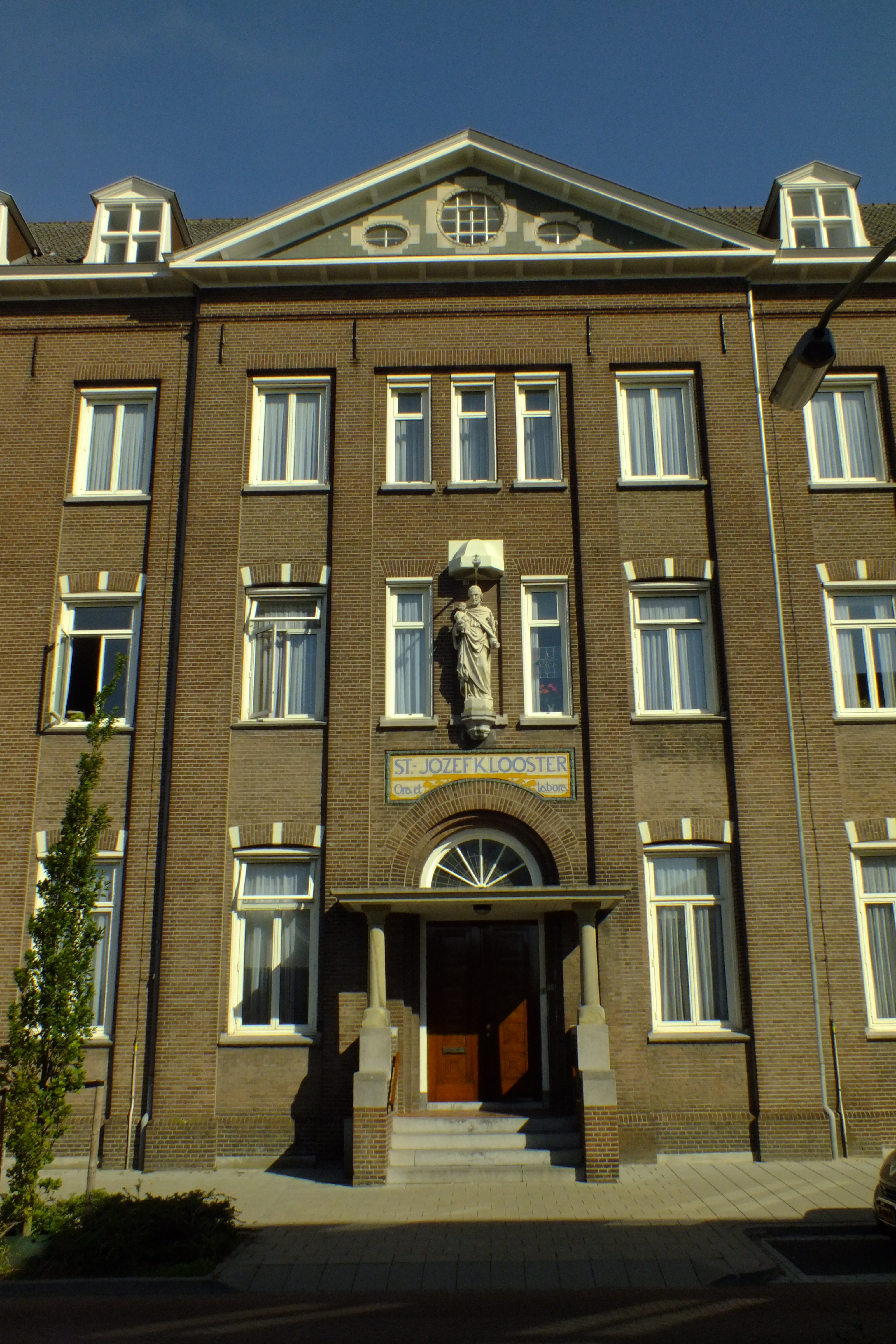
Sint-Jozefklooster

Het Sint-Jozefklooster is een klooster van de Zusters van Liefde in Schijndel in de Nederlandse provincie Noord-Brabant. Het is een rijksmonument.  Er verblijven nog circa 95 zusters.

## Geschiedenis
Het Moederhuis bestond uit een klooster, school en gasthuis.
In 1863 werd de voorgevel geplaatst en in 1870 werd het gasthuis gebouwd. In 1897 werd onder leiding van overste zuster Ignatia van Vlokhoven een verbouwing en uitbreiding gerealiseerd. In april 1899 werd de kapel ingezegend. In 1915 wordt het Moederhuis van elektrisch licht voorzien. In de Tweede Wereldoorlog werd een groot gedeelte van het Moederhuis en de kapel verwoest.
Er kwamen scholen in de omgeving van het moederhuis. Ook kwam er een internaat.
Eind jaren 1970 wordt het moederhuis gemoderniseerd. Van 1979 tot 1983 vond een grote renovatie plaats. De zusters kregen eigen kamers met sanitaire voorzieningen. Er kwamen verschillende huiskamers, vergader, hobby- en wasruimtes, een museum, een archief, een bibliotheek en een nieuwe keuken.
In 2019 wordt het klooster, inmiddels verkocht aan een projectontwikkelaar, verbouwd tot 84 appartementen. De kapel wordt mogelijk verbouwd tot vijftien wooneenheden. Onzekerheid is er over de toekomst van de tuin achter het klooster. De eigenaar van het complex overweegt toestemming te vragen de tuin geheel of gedeeltelijk te bebouwen, liet het College B. en W. van Meierijstad in oktober 2018 weten. Onder voorwaarden is dat voor het College 'voorstelbaar'.